# خورشیدگرفتگی ۲۹ مه ۱۹۳۸
خورشیدگرفتگی ۲۹ مه ۱۹۳۸ (به انگلیسی: Solar eclipse of May 29, 1938) یک خورشیدگرفتگی از نوع خورشیدگرفتگی کامل است. این خورشیدگرفتگی در تاریخ ۲۹ مه ۱۹۳۸ میلادی (‎۸ خرداد ۱۳۱۷ خورشیدی) روی داد که زمان اوج آن، ساعت ۱۳:۵۰:۱۹ به‌وقت ساعت هماهنگ جهانی بوده‌است. مدت زمان و طول این خورشیدگرفتگی ۴ دقیقه و ۵ ثانیه بود.